# Coleophora peri
Coleophora peri is een vlinder uit de familie kokermotten (Coleophoridae). De wetenschappelijke naam is voor het eerst geldig gepubliceerd in 1976 door Svensson.
De soort gebruikt heesterwederik (Potentilla fruticosa) als waardplant. De soort heeft een spanwijdte is 12 tot 13 mm. De vliegtijd is juni en juli.
De soort komt alleen voor in Zweden. 